# アポロンとダフネ (ベルニーニ)
『アポロンとダフネ』 (伊: Apollo e Dafne, 英: Apollo and Daphne) は、イタリアの芸術家ジャン・ロレンツォ・ベルニーニが1622年から1625年にかけて制作した等身大の彫刻作品である。オウィディウスの『変身物語』におけるアポロンとダプネの物語のクライマックスである、ダプネが月桂樹に身を変じるシーンを強烈な臨場感をもって彫り出したもので、バロック期彫刻の傑作として知られる。ローマのボルゲーゼ美術館に所蔵されている。

## 制作経緯

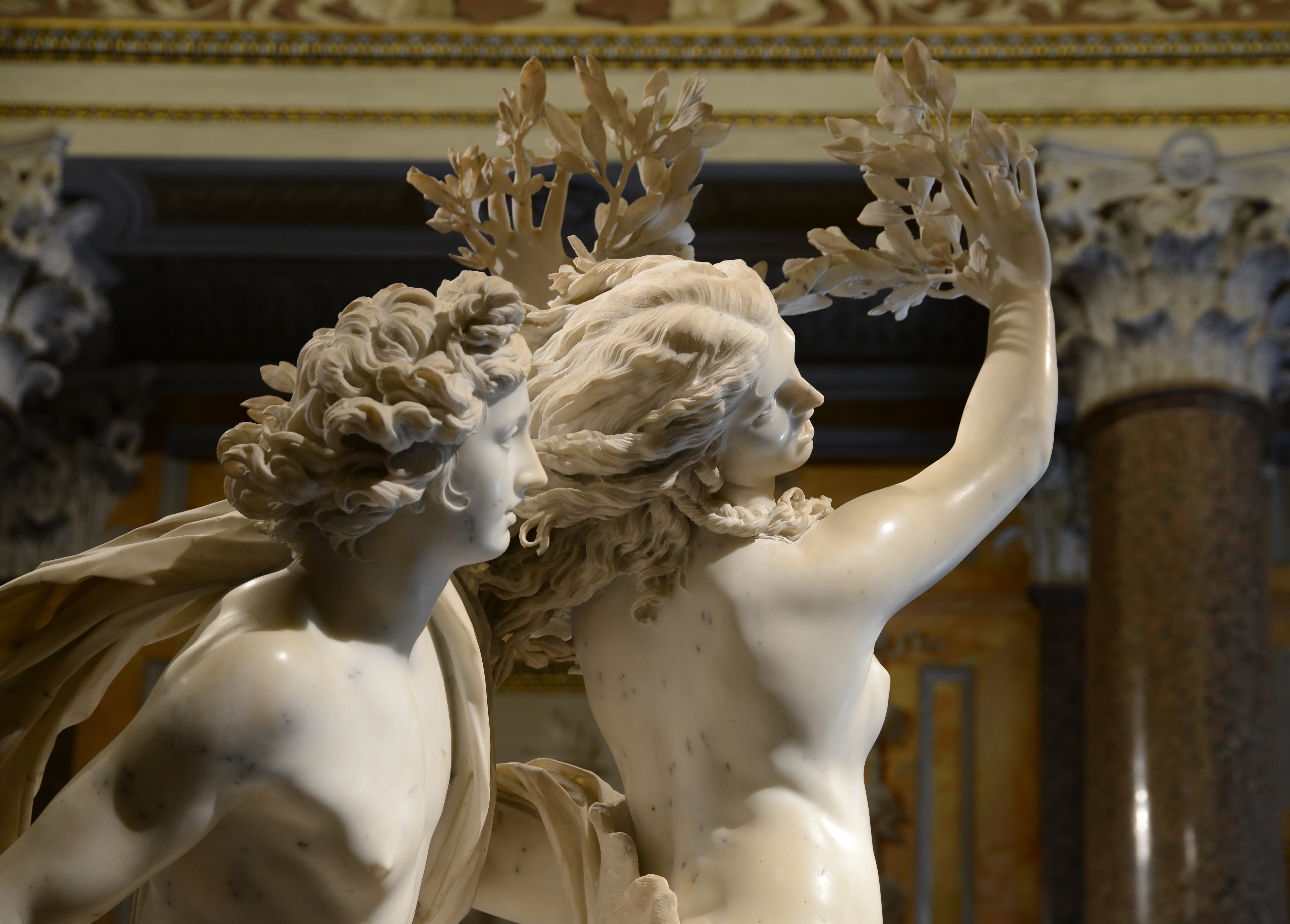
細部の拡大

ベルニーニの初期の作品の一つで、シピオーネ・ボルゲーゼ枢機卿の依頼による多数の作品の中で最後に制作されたものである。ボルゲーゼ枢機卿が以前ベルニーニに制作させた『プロセルピナの略奪』をルドヴィーコ・ルドヴィージ枢機卿に譲った後に制作された。
制作過程の多くは1622-23年のうちに進められたが、おそらく『ダビデ像』の制作に取り組むために制作が中断され、完成してボルゲーゼ公園に展示されたのは1625年9月のことであった。ベルニーニの作品ではあるがベルニーニ自身が彫刻したわけではなく、自身の工房のメンバーであったジュリアーノ・フィネッリに多くを頼った。フィネッリは樹皮や枝、風になびく髪など、ダプネーの変身を描く上で重要なディテールを担当したが、フィネッリの貢献を軽視する美術史家も少なくない。
この作品はどのような角度からの鑑賞にも耐えるが、ベルニーニは作品が出入り口に置かれることを踏まえて、やや右前方から観賞されることを想定して構図を定めている。この角度から見ると、鑑賞者はアポロンとダプネの動きを一望し、動かずともこの作品が描こうとする物語を理解できるようになっている。ただし、後に部屋の中央に移動されている。

## 情景
ある日アポロンは弓矢で遊んでいたエロスを揶揄したが、これに激怒したエロスは相手に恋する金の矢をアポロンに、逆に相手を疎む鉛の矢を近くで川遊びをしていたダプネに放った。
金の矢で射られたアポロンはダプネに求愛し続けたが、鉛の矢を射られたダプネはアポロンを頑なに拒絶した。アポロンはダプネを追い続け、力尽きたダプネはついにペネイオス川畔に追い詰められてしまった。ダプネはアポロンの求愛から逃れるため、父ペネイオスに自らの姿を変えてくれるように願った。
この願いを聞いたペネイオスは、ダプネの身体を月桂樹に変えた。あと一歩のところで月桂樹に身を変じてしまったダプネを見てアポロンはひどく悲しみ、「せめて私の聖樹になって欲しい」と願った。ダプネは枝を揺らしてうなずき、月桂樹の葉をアポロンの頭に落とした。アポロンはこの葉で冠をつくり、その後これを肌身から離すことはなかった。

## 批評
ベルニーニは死後その評判を落としたが、この作品には変わらず賞賛が寄せられた。あるフランス人旅行者が1839年に「表現技法と精緻さのどちらも驚くべきもので、全体から細部に至るまで魅力に溢れている」と評したほか、19世紀にはある文芸雑誌が「永続的な賞賛に値する唯一のベルニーニ作品である」としたが、全体としては批評家受けがあまりよくなかった。英国のある旅行作家は1829年にベルニーニの技術的才能に言及しつつ、この作品については「全てがその時代の審美感、嗜好、知識の要求に合わせたものである」と付言したうえで、アポロンがまるで羊飼いのようで神らしからぬ姿である、と批判している。
近年の美術史家はかなり肯定的に評価するようになっており、ロバート・トルステン・ピーターソンは「月桂樹の葉の先端からアポロンの手と飾り布に至るまでエネルギーに満ちた並外れた傑作」と評している。

## 関連書籍
- Barolsky, Paul. "Ovid, Bernini, and the Art of Petrification". Arion 13, no. 2 (1 October 2005): 149–162. JSTOR 29737267.
- Bolland, Andrea. "Desiderio and Diletto: Vision, Touch, and the Poetics of Bernini's Apollo and Daphne". The Art Bulletin 82, no. 2 (1 June 2000): 309–330. doi:10.2307/3051379.
- Kenseth, Joy. "Bernini's Borghese Sculptures: Another View". The Art Bulletin 63, no. 2 (1 June 1981): 191–210. doi:10.2307/3050112.
- Pinton, Daniele (2009). Bernini. Sculptor and Architect.. ATS Italia Editrice. ISBN 9788875717773
- Wilkins, Ann Thomas. "Bernini and Ovid: Expanding the Concept of Metamorphosis". International Journal of the Classical Tradition 6, no. 3 (1 December 2000): 383–408. doi:10.1007/s12138-000-0003-5.